# La Barra (Coles)
La Barra (llamada oficialmente Santa María da Barra) es una parroquia y un caserío del municipio español de Coles, en la provincia de Orense, Galicia.

## Toponimia
La parroquia también es conocida por el nombre de Santa María de La Barra.

## Organización territorial
La parroquia está formada por ocho entidades de población, constando una de ellas en el nomenclátor del Instituto Nacional de Estadística español:
- A Barra
- A Casanova
- A Laxa
- As Golpelleiras
- As Lamas
- A Tolda
- Quintás
- Vilanova

## Demografía
Gráfica demográfica del caserío de A Barra y parroquia de La Barra según el INE español:
| Gráfica de evolución demográfica de La Barra entre 2000 y 2022 |
|                                                                |
| Datos según el nomenclátor publicado por el INE.               |